# Sparganopseustis unithicta
Sparganopseustis unithicta es una especie de polilla del género Sparganopseustis, categorizada en la tribu Sparganothini, de la subfamilia Tortricinae. Fue descrita por Razowski & Wojtusiak en 2010.
Fue publicada en Acta Zool. Cracov. 53B: 114. Se distribuye por América del Sur: Perú, en el parque nacional Yanachaga-Chemillén, sector Los Cedros, departamento de Pasco.